# Ophiuche
Ophiuche is een geslacht van vlinders van de familie spinneruilen (Erebidae).

## Soorten
- O. abscisalis Walker, 1859
- O. andrapana Druce, 1890
- O. anemosa Druce, 1890
- O. cachialis Schaus, 1912
- O. caerulealis Walker, 1865
- O. calistalis Schaus, 1904
- O. castricalis Schaus, 1904
- O. conscitalis Walker, 1865
- O. crambalis Guenée, 1854
- O. degesalis Walker, 1859
- O. diagonalis Fabricius, 1794
- O. divergens Druce, 1901
- O. evanalis Schaus, 1904
- O. freija Schaus, 1904
- O. fufialis Schaus, 1913
- O. gaudialis Schaus, 1912
- O. gozama Schaus, 1904
- O. hicetasalis Schaus, 1913
- O. indentata Dognin, 1914
- O. lactiferalis Dognin, 1914
- O. limbopunctata Strand, 1915
- O. lipara Drjuce, 1890
- O. livia Druce, 1890
- O. lividalis Hübner, 1790
- O. loxo Druce, 1890

- O. mactatalis Walker, 1859
- O. madagascarensis Gaede
- O. masurialis Guenée, 1854
- O. minualis Guenée, 1854
- O. obditalis Walker, 1859
- O. obliqualis Kollar, 1844
- O. parancara Dognin, 1914
- O. perialis Schaus, 1904
- O. porrectilis Fabricius, 1794
- O. securalis Guenée, 1854
- O. suavalis Möschler, 1880
- O. tepicalis Schaus, 1904
- O. tucumanalis Dognin, 1914
- O. variabilis Druce, 1890
- O. variegata Bethune-Baker, 1908
- O. veltalis Schaus, 1904
- O. violealis Dognin, 1914